# Storm Warning (1951)
Storm Warning é um filme de suspense noir estadunidense de 1951 dirigido por Stuart Heisler e estrelado por Ginger Rogers, Ronald Reagan, Doris Day e Steve Cochran.

## Elenco
- Ginger Rogers ...Marsha Mitchell
- Ronald Reagan ...Burt Rainey
- Doris Day ...Lucy Rice
- Steve Cochran ...Hank Rice
- Lloyd Gough ...Rummel
- Hugh Sanders ...Barr
- Dale Van Sickel ...Walter Adams (a vítima)

## Produção
Lauren Bacall foi suspensa pela Warner Bros. depois de recusar o papel de "Marsha". Ginger Rogers foi escolhida em seu lugar.

## Recepção
Bosley Crowther do New York Times ficou desapontado com o roteiro: "Infelizmente, uma convencionalidade muito familiar de elementos e enredo é evidente no roteiro que Daniel Fuchs e Richard Brooks prepararam (...) A consequência é um filme melodramático de fluxo suave, mecanicamente, superficialmente forte, mas sem substância ou profundidade real". Craig Butler do allmovie escreveu que "[o elenco] funciona muito bem junto, e eles mantêm o filme unido, apesar de muita pregação (e ocasional desleixo) no roteiro".